# Heinrich Hauser (Schauspieler)
Heinrich Bona Hauser (* 14. Juli 1891 in Berg am Laim; † 18. Dezember 1956 in München) war ein deutscher Charakter-Schauspieler, auf der Bühne wie im Film meist in bäuerlichen, erdverbundenen Rollen.

## Leben
Der Sohn eines leitenden Postbeamten hatte nach dem Abitur auf Wunsch seines Vaters eine kaufmännische Lehre absolviert und sich in München nebenbei einer Gesangsausbildung unterzogen. Das erste Engagement führte Hauser 1909 an das Neue Münchner Theater der bayerischen Landeshauptstadt. Später spielte er auch an Bühnen in Regensburg, Würzburg, Frankfurt am Main und Berlin.
Vor der Kamera fand der Bayer erst spät regelmäßig Beschäftigung, seinen Tonfilm-Einstand gab er mit einer für sein Rollenfach typischen Aufgabe: In dem ländlichen Volksstück Die Mühle im Schwarzwald verkörperte er den Flachsbauern. Ländlich-schlichte Charaktere wie in Der Schimmelkrieg in der Holledau, Ich bitte um Vollmacht, Die keusche Sünderin und in Die Erbin vom Rosenhof blieben sein Spezialgebiet. Hauser spielte überdies einen Amtsvorsteher (Warum lügst Du, Elisabeth?), einen Buchhändler (Der Hochtourist), einen Dienstmann (Peterle), einen Goldschmied (Der ewige Quell) und einen Schneider (Der arme Millionär). Oftmals war er der Filmpartner von Joe Stöckel. Hauser stand 1944 in der Gottbegnadeten-Liste des Reichsministeriums für Volksaufklärung und Propaganda.
Auch nach dem Zweiten Weltkrieg blieb Heinrich Hauser weiß-blauen, älpischen Stoffen verbunden und stand bis unmittelbar vor seinem Tod noch vor der Kamera. Außerdem wirkte er 1955 in der Verfilmung des Einakters Erster Klasse von Ludwig Thoma neben Wastl Witt in der Rolle des Schaffners mit. Einen regelmäßigen Auftritt beim Rundfunk, für den er gut 30 Jahre lang gearbeitet hatte, absolvierte er in der Münchner Reihe Die weißblaue Drehorgel‘. Er starb, wie es in einem Nachruf hieß, „plötzlich an einem Herzschlag“.

## Filmografie
- 1922: Die Talfahrt des Severin Hoyer
- 1934: Die Mühle im Schwarzwald
- 1937: Spiel auf der Tenne
- 1937: Der Schimmelkrieg in der Holledau
- 1939: Der arme Millionär
- 1939: Der ewige Quell
- 1940: Das sündige Dorf
- 1940: Der Herr im Haus
- 1940: Im Schatten des Berges
- 1940: Der siebente Junge
- 1941: Venus vor Gericht
- 1941: Der scheinheilige Florian
- 1941: Alarmstufe V
- 1941: Die Erbin vom Rosenhof
- 1942: Einmal der liebe Herrgott sein
- 1942: Der Hochtourist
- 1942: Peterle
- 1943: Die keusche Sünderin
- 1943: Warum lügst Du, Elisabeth ?
- 1944: Ich bitte um Vollmacht
- 1944/49: Münchnerinnen
- 1944/49: Ein Herz schlägt für Dich
- 1949: Die drei Dorfheiligen
- 1949: Die seltsame Geschichte des Brandner Kaspar
- 1950: So sind die Frauen
- 1952: Der weiß-blaue Löwe
- 1952: Die schöne Tölzerin
- 1952: Der Herrgottschnitzer von Ammergau
- 1954: Schloß Hubertus
- 1955: Der letzte Mann
- 1955: Lola Montez
- 1955: Das Schweigen im Walde
- 1956: Die Geierwally
- 1957: Der Jäger von Fall
- 1957: Heiraten verboten